# Billy Gibbons
William Frederick Gibbons, ps. Billy Gibbons (ur. 16 grudnia 1949 w Houston) – amerykański muzyk, producent muzyczny, instrumentalista, wokalista, lider i założyciel grupy muzycznej ZZ Top, z którą nieprzerwanie koncertuje od 1969 roku.

## Życiorys
W latach 1966–1969 grał w formacji The Moving Sidewalks wykonującej rocka psychodelicznego. Grupę tę utworzył pod wpływem fascynacji twórczością zespołu 13th Floor Elevators, którego frontmanem był Rocky Erickson.
W 1968 z zespołem The Moving Sidewalks wydał album studyjny pt. Flash oraz czterokrotnie zagrał jako support przed grupą Jimi Hendrix Experience. W tym czasie zaprzyjaźnił się również z samym Jimim Hendrixem, który wręczył mu w prezencie gitarę Fender Stratocaster. Tuż po rozwiązaniu grupy The Moving Sidewalks, w 1969 założył zespół ZZ Top.
Billy Gibbons znany jest również ze współpracy m.in. z Vivianem Campbellem, Kid Rockiem, Hankiem Williamsem III i Slashem oraz grupami muzycznymi Queens of the Stone Age, Revolting Cocks i Nickelback. Muzyk zagrał mały epizod w filmie Powrót do przyszłości III, gdzie grał muzyka country na zabawie w Hill Valley w 1885 roku, i rolę ojca Angeli Montenegro w serialu Kości.
W latach 2015–2021 wydał trzy solowe albumy – Perfectamundo (pod nazwą Billy Gibbons and The BGF's) w 2015 oraz The Big Bad Blues w 2018 i Hardware w 2021 (jako Billy F Gibbons).
Został sklasyfikowany na 32. miejscu 100. najlepszych gitarzystów wszech czasów na liście Rolling Stone.

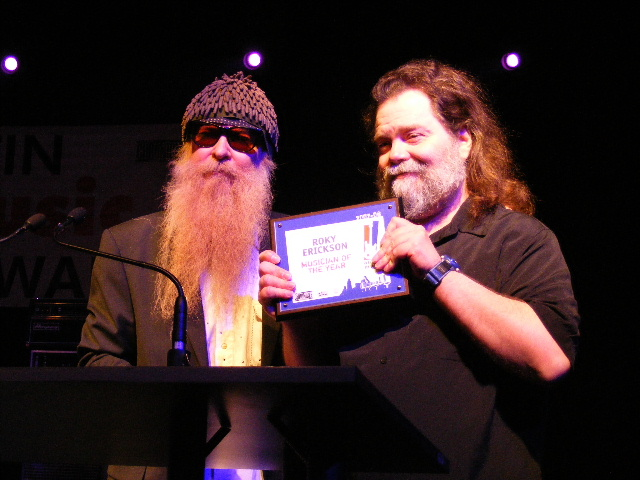
Billy Gibbons i Rocky Erickson, Austin Music Awards, 2008

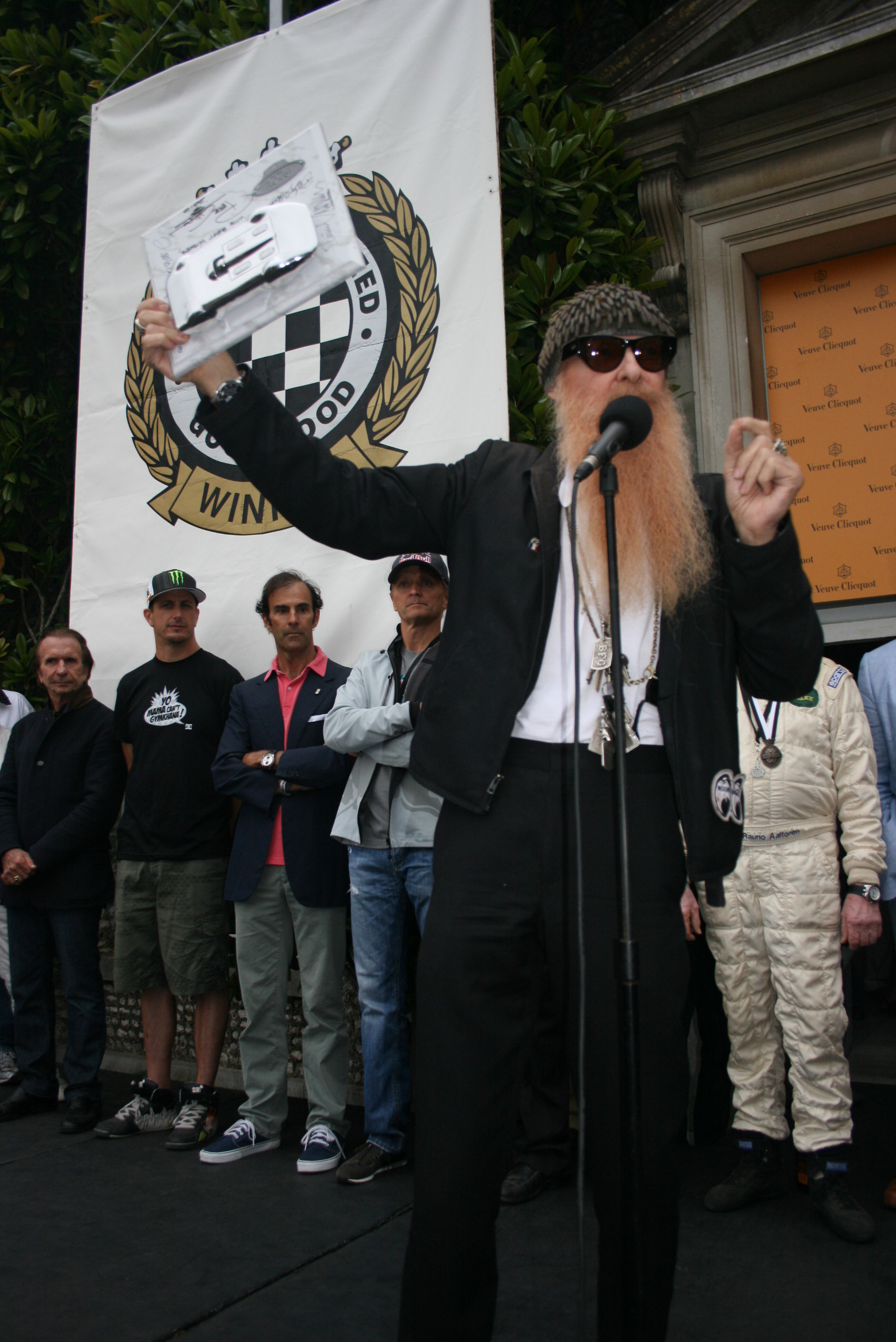
Przemowa artysty, Chafford Hundred, Anglia, 2010

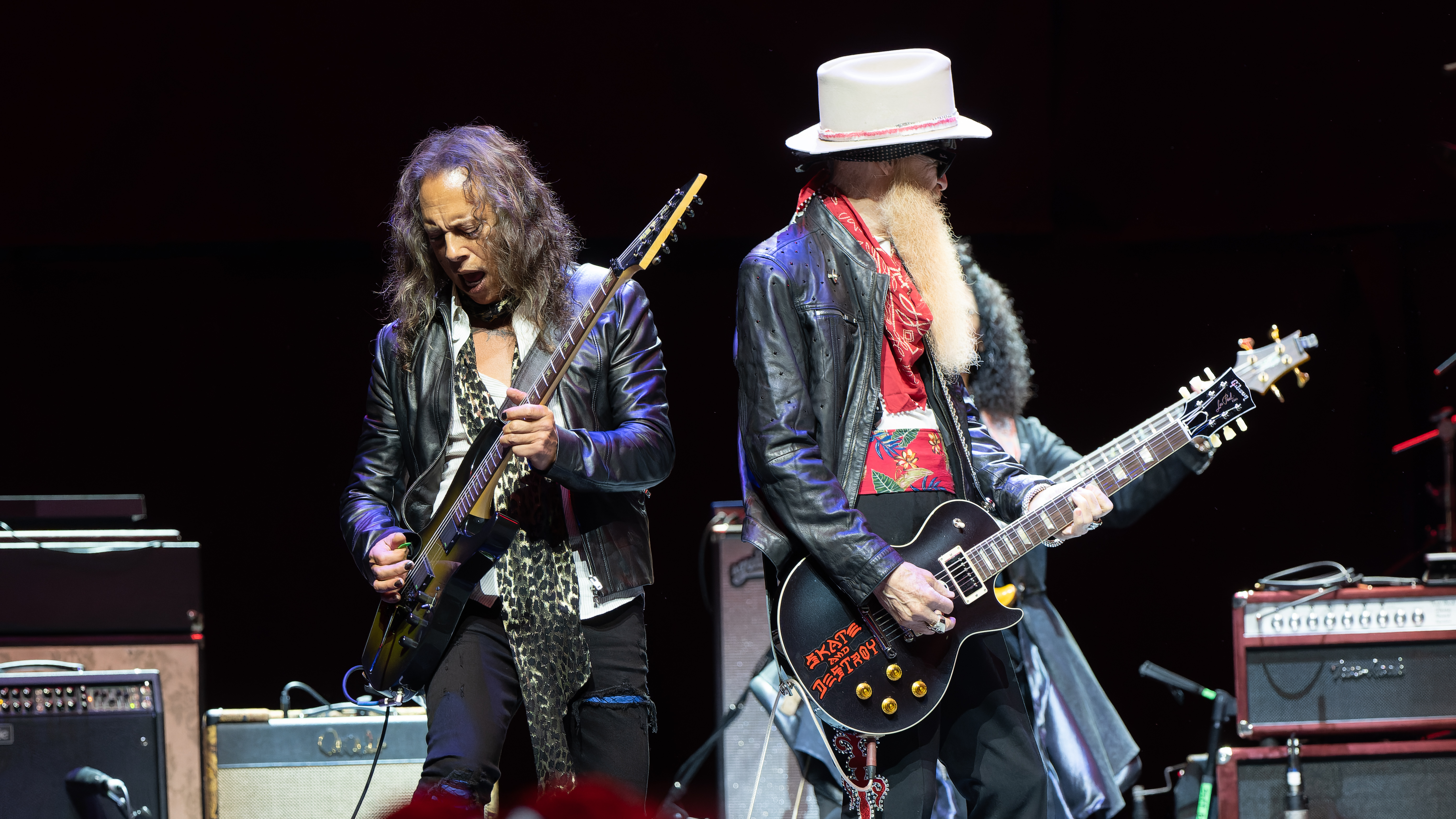
Billy Gibbons i Kirk Hammet, koncert poświęcony pamięci Jeffa Becka, 2023

## Instrumentarium
- Gibson Custom Billy F. Gibbons Goldtop[19]
- Gibson Billy Gibbons „Pearly Gates” Les Paul Standard[20]
- Gretsch G6199 'Billy-Bo' Jupiter Thunderbird[21]

## Dyskografia

### Albumy
| Tytuł                                                 | Dane dot. albumu                                            | Pozycja na liście | Pozycja na liście | Pozycja na liście | Pozycja na liście | Pozycja na liście | Pozycja na liście |
| Tytuł                                                 | Dane dot. albumu                                            | CHE               | USA               | CAN               | UK                | GER               | FRA               |
| ----------------------------------------------------- | ----------------------------------------------------------- | ----------------- | ----------------- | ----------------- | ----------------- | ----------------- | ----------------- |
| Flash (z grupą The Moving Sidewalks)                  | - Data: 1968 - Wydawca: Tantara                             | –                 | –                 | –                 | –                 | –                 | –                 |
| 99th Floor Part 2 (EP) (z grupą The Moving Sidewalks) | - Data: 2013 - Wydawca: Gibbons Recording Co. Houston Texas | –                 | –                 | –                 | –                 | –                 | –                 |
| Perfectamundo (Billy Gibbons And The BFG's)           | - Data: 6 listopada 2015 - Wydawca: Concord Records         | 12                | 48                | 72                | 62                | 66                | 166               |
| The Big Bad Blues                                     | - Data: 21 września 2018 - Wydawca: Concord Records         | –                 | –                 | –                 | –                 | –                 | –                 |
| Hardware                                              | - Data: 4 czerwca 2021 - Wydawca: Concord Records           | –                 | –                 | –                 | –                 | –                 | –                 |

### Single
| Tytuł                                                      | Rok  | Pozycja na liście | Album              |
| Tytuł                                                      | Rok  | USA               | Album              |
| ---------------------------------------------------------- | ---- | ----------------- | ------------------ |
| „Honky Tonk Stomp” (Brooks & Dunn featuring Billy Gibbons) | 2009 | 96                | #1s… and Then Some |
| „Rollin' And Tumblin”                                      | 2018 |                   | The Big Bad Blues  |
| „Missin' Yo' Kissin”                                       | 2018 |                   | The Big Bad Blues  |
| „Standing Around Crying”                                   | 2018 |                   | The Big Bad Blues  |
| „Hot Rod”                                                  | 2018 |                   | The Big Bad Blues  |
| „West Coast Junkie”                                        | 2021 |                   | Hardware           |
| „Desert High”                                              | 2021 |                   | Hardware           |

## Teledyski
| Tytuł                                                      | Rok  | Reżyseria     | Album              | Źródło |
| ---------------------------------------------------------- | ---- | ------------- | ------------------ | ------ |
| „Honky Tonk Stomp” (Brooks & Dunn featuring Billy Gibbons) | 2009 | Thein Phan    | #1s… and Then Some | [ 32 ] |
| „Treat Her Right”                                          | 2015 | Adam Rothlein | Perfectamundo      | [ 33 ] |
| „Hollywood 151”                                            | 2020 | Harry Reese   | Perfectamundo      | [ 34 ] |
| „West Coast Junkie”                                        | 2021 | Harry Reese   | Hardware           | [ 17 ] |
| „Desert High”                                              | 2021 | Harry Reese   | Hardware           | [ 35 ] |

## Filmografia
| Tytuł                                                         | Rok       | Rola               | Uwagi                                             | Źródło |
| ------------------------------------------------------------- | --------- | ------------------ | ------------------------------------------------- | ------ |
| „Powrót do przyszłości III”                                   | 1990      | jako muzyk (cameo) | film fabularny, reżyseria: Robert Zemeckis        | [ 14 ] |
| „Kości”                                                       | 2005-2014 | jako ojciec Angeli | serial fabularny, 7 odc.                          | [ 15 ] |
| „You're Gonna Miss Me”                                        | 2005      | jako on sam        | film dokumentalny, reżyseria: Keven McAlester     | [ 36 ] |
| „Tales of the Rat Fink”                                       | 2006      | jako on sam        | film dokumentalny, reżyseria: Ron Mann            | [ 37 ] |
| „Fuzz: The Sound that Revolutionized the World”               | 2007      | jako on sam        | film dokumentalny, reżyseria: Clif „Chick” Taylor | [ 38 ] |
| „Stars and Their Guitars: The History of the Electric Guitar” | 2008      | jako on sam        | film dokumentalny, reżyseria: Kent Hagen          | [ 39 ] |
| „Johnny Winter: Down & Dirty”                                 | 2014      | jako on sam        | film dokumentalny, reżyseria: Greg Olliver        | [ 40 ] |
| „ZZ TOP: That Little Ol' Band from Texas”                     | 2019      | jako on sam        | film dokumentalny, reżyseria: Sam Dunn            | [ 41 ] |
|                                                               |           |                    |                                                   |        |